# Kompleks Galerije Meštrović i Atelijera Meštrović
Kompleks Galerije Meštrović i Atelijera Meštrović u Splitu, Šetalište Ivana Meštrovića 46 i 33, zaštićeno je kulturno dobro.

## Opis
Građen je od 1931. do 1939. godine. Arhitekti su Ivan Meštrović, Lavoslav Horvat, Harold Bilinić, Fabijan Kaliterna, Feliks Šperac i Marin Marasović. Kompleks Galerije Meštrović jedinstven u hrvatskoj arhitekturi tridesetih godina 20.st. Neoklasicistička građevina s trijemom od jonskih stupova i vanjskim stubištem, terasastim podzidima i vrtom, građena je prema zamisli Ivana Meštrovića kao obiteljska vila ladanjskih karakteristika, ali je sa svakom novom fazom gradnje koja je trajala od 1931. – 1939. postajala i reprezentativan prostor za rad i izlaganje. U projektiranju su sudjelovali i arhitekti L. Horvat, F. Kaliterna i H. Bilinić ali je Meštrovićeva vizija, u detalju i neoklasicističkoj koncepciji cjeline, dala snažan autorski pečat. Nedjeljivi dio kompleksa je i zgrada atelijera tj. radionice za klesanje karijatida za spomenik Neznanom junaku na Avali, koju je Meštrović dao izgraditi 1935., nasuprot ulaza u vilu, s južne strane ceste. Graditelji atelijera su F. Šperac i M. Marasović.

## Zaštita
Pod oznakom Z-4638 zaveden je kao nepokretno kulturno dobro - pojedinačno, pravna statusa zaštićena kulturnog dobra, klasificiranog kao profana graditeljska baština .